# Vladimir Serdar
Vladimir Serdar (Vinkovce, 1912. május 12. – Zágráb, 2002. április 24.), horvát közgazdász, statisztikus, egyetemi tanár, a Zágrábi Egyetem rektora.

## Élete és munkássága
1935-ben doktorált a zágrábi egyetem jogi karán. Ezután statisztikai munkát végzett a zágrábi közgazdaságtudományi intézetekben és a Statisztikai Hivatalban. 1947-től a Zágrábi Egyetem Közgazdaságtudományi Karának tanársegédje, majd adjunktusa, 1950-től docense, végül 1956-tól rendes professzora volt. Két cikluson át volt a Közgazdaságtudományi Kar dékánja, az 1960 és 1963 között rektora, majd 1963 és 1965 között rektorhelyettese volt. Rektori ideje alatt 1961-ben fogadták el a felsőoktatási törvényt. A karok az egyetemen egyesült önálló egységekké váltak, először vezették be a beiskolázási osztályozó vizsgát. 1967 és 1976 között, nyugdíjba vonulásáig a Társadalomkutató Intézet igazgatója volt. Tagja volt a Nemzetközi Statisztikai Intézetnek és a Nemzetközi Népességtudományi Uniónak (IUSSP). 2000-től a Zágrábi Egyetem emeritus professzora. Tudományos érdeklődési köre az elméleti statisztika volt. Foglalkozott a felsőoktatás, azon belül is a részképzés kérdésével. 

## Főbb művei
- Udžbenik statistike (1948),
- Uvod u demografsku statistiku (1953),
- Statističke metode (1960., társszerző),
- Studij uz rad na visokoškolskim ustanovama u SR Hrvatskoj (1976)